# Акташ (Республика Алтай)
Акта́ш (алт. Ак Таш — белый камень) — село в Улаганском муниципальном районе Республики Алтай России.

## География
Расположено на южном склоне Курайского хребта. Основан для добычи ртути, лесозаготовок, переработки древесины.
Село находится на 788 км Чуйского тракта. Начало Улаганского тракта, ведущего по долине реки Чибит, через Красные ворота, вдоль озера Чейбеккёль в село Улаган.

## История
До 1994 года посёлок городского типа.
В результате сильного землетрясения, произошедшего осенью 2003 года в Кош-Агачском районе, в Акташе пострадали многие жилые дома и административные здания.

## Население
| 1970  | 1979  | 1989  | 2002  | 2010  | 2011  | 2012  | 2013  | 2014  |
| ----- | ----- | ----- | ----- | ----- | ----- | ----- | ----- | ----- |
| 3539  | ↘3293 | ↗3550 | ↘3356 | ↘2755 | ↗2759 | ↘2731 | ↗2743 | ↘2433 |
| 2015  | 2016  | 2017  | 2018  | 2019  | 2020  | 2021  |       |       |
| ↗2441 | ↘2418 | ↘2401 | ↗2407 | ↗2476 | ↘2465 | ↘2113 |       |       |

## Инфраструктура
- Отделение «Почты России», телеграф, магазины, рынок, кафе, гостиницы, АЗС, филиал Сбербанка России.
- Межрайонная больница.

## Образование и культура
- Средняя общеобразовательная школа. Разрушена в 2003 году Чуйским землетрясением. Восстановлена в 2010 году.
- Детская музыкальная школа.
- В 2022—2023 годах в Акташе запланировано строительство поселкового дома культуры[20].

## Экономика
Предприятия: РРЦ-17 ГУ «Эл Телком», ДРСУ дорожное ремонтно-строительное управление, ЖКХ.

## ФГУП «Акташское горнометаллургическое предприятие»
Месторождение ртути было открыто в 1842 году П. А. Чихачёвым. В 1914 году В. А. Обручев и в 1925 году В. Н. Нехорошев сделали карты геологического строения района Акташа. В 1934—1935 годах поисковой партией геологов В. А. Кузнецова и А. С. Мухина установлено, что месторождение может успешно использоваться. Лишь в 1942 году, в годы Великой Отечественной войны, когда главные месторождения ртути оказались на захваченной врагом территории, началась разработка Акташского месторождения киновари.
Приехала артель не только для добычи, но и для переработки руды. Был построен металлургический завод, на котором использовались примитивные тигельные печи. К концу войны артель была преобразована в государственное предприятие. Так возникло Акташское рудоплавление.
С тех лет стоят ряды двухэтажных деревянных домов, выстроенных в прямые улицы. Посёлок был построен для работников рудника. Недалеко от посёлка находится штольня, к которой уходит дорога. Вглубь штольни уходил километровый тоннель, освещённый фонарями, по нему тянулась узкоколейка, по которой электровоз вёз вагонетки с рудой. Температура в шахте была около 0 °C, дальше, в зоне вечной мерзлоты она опускалась ниже. Стены и потолок были обиты деревом, на полу деревянный настил. Через единственный цех завода протянулась огромная труба. С одной стороны в неё засыпалась руда, и нагревалась до 1000 °C, при этом происходила возгонка ртути, затем она конденсировалась и приобретала привычный вид.
Потом металлургический цех в связи с истощением месторождения стал перерабатывать ртутьсодержащие отходы химического производства, которые привозят на рудник. До настоящего времени ФГУП «Акташское горнометаллургическое предприятие» является единственным в России предприятием по производству металлической ртути.
По состоянию на 2019 год предприятие не действует. Рудник находится в разрушенном состоянии, на его территории ходят туристы.
Для энергообеспечения предприятия в 1960-х годах на Чуе строилась Акташская ГЭС, однако её строительство завершено не было.

## Радио
- 67.10 УКВ Радио России / ГТРК Горный Алтай (Молчит).
- 68.96 УКВ Радио Маяк (Молчит).
- 102.0 МГц Радио России / ГТРК Горный Алтай.

## Топографические карты
- Лист карты M-45-XVI Акташ. Масштаб: 1 : 200 000. Указать дату выпуска/состояния местности.